# ERA-IX
ERA-IX is een commerciële Nederlandse internet exchange beschikbaar in verschillende datacenters in de randstad.

## Oprichting en uitbreiding
ERA-IX is opgericht in april 2022 met innovatie en kosten-efficiëntie binnen de peering gemeenschap als propositie. 

## Locaties
De eerste locatie werd geopend in Nikhef op het Science Park in Amsterdam. In november 2022 is ERA-IX uitgebreid naar Equinix AM7. Sinds februari 2023 is ERA-IX ook uitgebreid naar Iron Mountain AMS-1 (voormalig bekend als EvoSwitch). Deze locaties zijn allen core locaties die onafhankelijk van elkaar kunnen opereren. Vanuit deze core locaties kunnen meerdere datacenters in Amsterdam worden geserveerd door middel van cross-connects. Voorbeelden hiervan zijn: Digital Realty AMS9/AMS17 en Equinix AM1/2/3/4/5/6/8/11.

## Ontwikkelingen
ERA-IX biedt een aantal (unieke) functionaliteiten aan die deelnemers ondersteunen in het gebruik van het platform:
- Spoofing Incidents[3] dit is een systeem dat deelnemers op de hoogste stelt als er mogelijke DDoS aanvallen worden uitgevoerd vanuit haar netwerk. De informatie hiervan wordt in het klantenportaal weergegeven.
- AS2AS Statistieken[4] met bestemmingen, AS2AS statistieken zijn te vinden op vele internet exchanges, zoals AMS-IX, NL-IX, ERA-IX biedt de mogelijkheid om het uiteindelijke bestemming netwerk weer te geven binnen de verschillende netwerken[5]. Hierdoor is het voor netwerk beheerders beter mogelijk om veranderingen in verkeer te verklaren.
- Het platform is gebaseerd op EVPN-VXLAN met ARP en ND supressie en filtering van invalide internet pakketten.[6]

## Verkeer
De hoeveelheid verkeer die ERA-IX doorvoert, wordt publiek weergegeven op de statistieken pagina.
- In 2022 was 591 Gbps de hoogste hoeveelheid verkeer die het platform heeft uitgewisseld.
- In 2023 is 1075,1 Gbps bereikt door het platform, hierdoor ook op de OneTeraBitClub[8] beland.

## Beheer
ERA-IX is een product van Eranium B.V., een Nederlands bedrijf opgericht en gevestigd in de Achterhoek, Doetinchem.